# Турськ (Любуське воєводство)
Турськ (пол. Tursk) — село в Польщі, у гміні Суленцин Суленцинського повіту Любуського воєводства.
Населення — 339 осіб (2011).
У 1975-1998 роках село належало до Гожовського воєводства.

## Демографія
Демографічна структура станом на 31 березня 2011 року:
|          | Загалом | Допрацездатний вік | Працездатний вік | Постпрацездатний вік |
| -------- | ------- | ------------------ | ---------------- | -------------------- |
| Чоловіки | 155     | 11                 | 86               | 58                   |
| Жінки    | 184     | 6                  | 43               | 135                  |
| Разом    | 339     | 17                 | 129              | 193                  |